# Llista de topònims del Poal
Llista de topònims (noms propis de lloc) del municipi del Poal, a Pla d'Urgell
Informació actualitzada per un bot. Els canvis manuals es perdran quan s'actualitzi!

## cabana
| imatge | Nom                | Ubicat a | instància de | Detalls | coordenades                                                          | Protecció | Commons (més fotos) | Dades a WD                    |
| ------ | ------------------ | -------- | ------------ | ------- | -------------------------------------------------------------------- | --------- | ------------------- | ----------------------------- |
|        | cobert del Blanco  | el Poal  | cabana       |         | 41° 40′ 21″ N, 0° 54′ 00″ E / 41.672436°N,0.899884°E 224 msnm        |           |                     | Modifica les dades a Wikidata |
|        | cobert del Colomer | el Poal  | cabana       |         | 41° 40′ 55″ N, 0° 51′ 13″ E / 41.681947984484°N,0.853612923487211°E  |           |                     | Modifica les dades a Wikidata |
|        | cobert del Gori    | el Poal  | cabana       |         | 41° 40′ 23″ N, 0° 53′ 20″ E / 41.6730728168023°N,0.888888193132552°E |           |                     | Modifica les dades a Wikidata |

## casa
| imatge | Nom         | Ubicat a | instància de | Detalls                                  | coordenades                                                                | Protecció                                  | Commons (més fotos)   | Dades a WD                    |
| ------ | ----------- | -------- | ------------ | ---------------------------------------- | -------------------------------------------------------------------------- | ------------------------------------------ | --------------------- | ----------------------------- |
|        | Cal Francés | el Poal  | casa         | Estil: arquitectura popular 17th century | 41° 40′ 43″ N, 0° 51′ 15″ E / 41.67872°N,0.85426°E ca:C. Major, 9 214 msnm | bé integrant del patrimoni cultural català | Cal Francés (el Poal) | Modifica les dades a Wikidata |
|        | Cal Graells | el Poal  | casa         | Estil: arquitectura popular              | 41° 40′ 42″ N, 0° 51′ 22″ E / 41.6782°N,0.85614°E ca:Plaça Felip Rodés     | bé cultural d'interès local                | Cal Graells (el Poal) | Modifica les dades a Wikidata |
|        | Cal Puig    | el Poal  | casa         | Estil: arquitectura neoclàssica          | 41° 40′ 43″ N, 0° 51′ 16″ E / 41.6785°N,0.85448°E ca:Carrer Major, 18      | bé integrant del patrimoni cultural català | Cal Puig (el Poal)    | Modifica les dades a Wikidata |

## creu de terme
| imatge | Nom              | Ubicat a | instància de  | Detalls                                        | coordenades                                                                    | Protecció                                  | Commons (més fotos)        | Dades a WD                    |
| ------ | ---------------- | -------- | ------------- | ---------------------------------------------- | ------------------------------------------------------------------------------ | ------------------------------------------ | -------------------------- | ----------------------------- |
|        | creu de terme    | el Poal  | creu de terme | 18th century                                   | 41° 40′ 47″ N, 0° 51′ 12″ E / 41.67984°N,0.85326°E ca:C. Centre, 16 214 msnm   | bé integrant del patrimoni cultural català | Creu de terme del Poal     | Modifica les dades a Wikidata |
|        | creu del Molinet | el Poal  | creu de terme | Estil: historicisme arquitectònic 20th century | 41° 40′ 12″ N, 0° 52′ 39″ E / 41.66998°N,0.87738°E ca:Mas del Molinet 223 msnm | bé integrant del patrimoni cultural català | Creu del Molinet (el Poal) | Modifica les dades a Wikidata |

## edifici
| imatge | Nom              | Ubicat a | instància de | Detalls | coordenades                                                          | Protecció | Commons (més fotos) | Dades a WD                    |
| ------ | ---------------- | -------- | ------------ | ------- | -------------------------------------------------------------------- | --------- | ------------------- | ----------------------------- |
|        | Caseta del Canal | el Poal  | edifici      |         | 41° 40′ 21″ N, 0° 54′ 28″ E / 41.6725001653098°N,0.90780237412654°E  |           |                     | Modifica les dades a Wikidata |
|        | Caseta del Canal | el Poal  | edifici      |         | 41° 40′ 12″ N, 0° 54′ 03″ E / 41.6701118914628°N,0.900804710537838°E |           |                     | Modifica les dades a Wikidata |

## granja
| imatge | Nom               | Ubicat a | instància de | Detalls | coordenades                                                          | Protecció | Commons (més fotos) | Dades a WD                    |
| ------ | ----------------- | -------- | ------------ | ------- | -------------------------------------------------------------------- | --------- | ------------------- | ----------------------------- |
|        | Granja Canyet     | el Poal  | granja       |         | 41° 40′ 24″ N, 0° 53′ 48″ E / 41.6733885072498°N,0.896770107299198°E |           |                     | Modifica les dades a Wikidata |
|        | Granja Eroles     | el Poal  | granja       |         | 41° 40′ 18″ N, 0° 51′ 10″ E / 41.671555682517°N,0.85270907653698°E   |           |                     | Modifica les dades a Wikidata |
|        | Granja Teixidor   | el Poal  | granja       |         | 41° 40′ 40″ N, 0° 53′ 28″ E / 41.677727222249°N,0.891234799620222°E  |           |                     | Modifica les dades a Wikidata |
|        | Granja del Blanc  | el Poal  | granja       |         | 41° 40′ 26″ N, 0° 51′ 48″ E / 41.673904762589°N,0.863250104519857°E  |           |                     | Modifica les dades a Wikidata |
|        | Granja del Santos | el Poal  | granja       |         | 41° 40′ 28″ N, 0° 53′ 36″ E / 41.6744759739726°N,0.89320294537831°E  |           |                     | Modifica les dades a Wikidata |
|        | Granja del Sàlvia | el Poal  | granja       |         | 41° 40′ 40″ N, 0° 50′ 52″ E / 41.6777144182596°N,0.847807076415085°E |           |                     | Modifica les dades a Wikidata |

## masia
| imatge | Nom                 | Ubicat a | instància de | Detalls            | coordenades                                                             | Protecció                                  | Commons (més fotos)  | Dades a WD                    |
| ------ | ------------------- | -------- | ------------ | ------------------ | ----------------------------------------------------------------------- | ------------------------------------------ | -------------------- | ----------------------------- |
|        | Masia del Francès   | el Poal  | masia        |                    | 41° 40′ 30″ N, 0° 52′ 42″ E / 41.6749°N,0.878267°E 229.8 msnm           |                                            |                      | Modifica les dades a Wikidata |
|        | Masia del Pagès     | el Poal  | masia        |                    | 41° 40′ 27″ N, 0° 53′ 18″ E / 41.6741°N,0.888314°E 229.8 msnm           |                                            |                      | Modifica les dades a Wikidata |
|        | Torre Miquel        | el Poal  | masia        |                    | 41° 40′ 22″ N, 0° 51′ 46″ E / 41.6728398208941°N,0.862648682729077°E    |                                            |                      | Modifica les dades a Wikidata |
|        | Torre de Virgili    | el Poal  | masia        |                    | 41° 40′ 25″ N, 0° 53′ 13″ E / 41.6735764619385°N,0.886889656115222°E    |                                            |                      | Modifica les dades a Wikidata |
|        | Torre del Figuerola | el Poal  | masia        |                    | 41° 40′ 46″ N, 0° 50′ 48″ E / 41.6795134571909°N,0.846725950124598°E    |                                            |                      | Modifica les dades a Wikidata |
|        | Torre del Giner     | el Poal  | masia        |                    | 41° 40′ 30″ N, 0° 51′ 38″ E / 41.674950295574°N,0.86050587739615°E      |                                            |                      | Modifica les dades a Wikidata |
|        | Torre del Penedés   | el Poal  | masia        |                    | 41° 40′ 30″ N, 0° 51′ 38″ E / 41.6749082652092°N,0.86055006118574°E     |                                            |                      | Modifica les dades a Wikidata |
|        | Torre del Pou       | el Poal  | masia        |                    | 41° 40′ 13″ N, 0° 51′ 19″ E / 41.6702974257488°N,0.855261401850489°E    |                                            |                      | Modifica les dades a Wikidata |
|        | Torre del Rubinat   | el Poal  | masia        |                    | 41° 41′ 24″ N, 0° 51′ 44″ E / 41.6898987384156°N,0.862204014781898°E    |                                            |                      | Modifica les dades a Wikidata |
|        | el Canyet           | el Poal  | masia        |                    | 41° 40′ 25″ N, 0° 53′ 43″ E / 41.6735°N,0.895231°E 225 msnm             |                                            |                      | Modifica les dades a Wikidata |
|        | el Molinet          | el Poal  | masia        | Estil: noucentisme | 41° 40′ 16″ N, 0° 52′ 38″ E / 41.6712°N,0.87714°E ca:Carretera del Poal | bé integrant del patrimoni cultural català | El Molinet (el Poal) | Modifica les dades a Wikidata |
|        | els Tossals         | el Poal  | masia        |                    | 41° 40′ 38″ N, 0° 52′ 42″ E / 41.677084442666°N,0.87845479116617°E      |                                            |                      | Modifica les dades a Wikidata |

## Misc
| imatge | Nom                         | Ubicat a                                                                | instància de                                   | Detalls                                      | coordenades                                                                                           | Protecció                                            | Commons (més fotos)         | Dades a WD                    |
| ------ | --------------------------- | ----------------------------------------------------------------------- | ---------------------------------------------- | -------------------------------------------- | --- | ---------------------------------------------------- | --------------------------- | ----------------------------- |
|        | Cal Castell                 | el Poal                                                                 | casa forta                                     | Estil: arquitectura popular 18th century     | 41° 40′ 43″ N, 0° 51′ 18″ E / 41.678635°N,0.855045°E ca:Carrer Major, 25 214 msnm                     | bé d'interès cultural bé cultural d'interès nacional | Cal Castell                 | Modifica les dades a Wikidata |
|        | Carrer Major                | el Poal                                                                 | carrer                                         | Estil: arquitectura neoclàssica 17th century | 41° 40′ 43″ N, 0° 51′ 16″ E / 41.6786°N,0.85453°E ca:C. Major 215 msnm                                | bé integrant del patrimoni cultural català           | Carrer Major (el Poal)      | Modifica les dades a Wikidata |
|        | El Poal                     | el Poal                                                                 | vèrtex geodèsic                                |                                              | 41° 40′ 42″ N, 0° 51′ 19″ E / 41.678463°N,0.855256°E 237.767 msnm                                     |                                                      |                             | Modifica les dades a Wikidata |
|        | Sant Joan Baptista del Poal | el Poal                                                                 | església                                       |                                              | 41° 40′ 42″ N, 0° 51′ 19″ E / 41.6784°N,0.85529°E                                                     | bé integrant del patrimoni cultural català           | Sant Joan Baptista del Poal | Modifica les dades a Wikidata |
|        | canal auxiliar d'Urgell     | Noguera Pla d'Urgell Segrià                                             | canal de reg                                   | Desemboca: canal d'Urgell                    | 41° 42′ 28″ N, 0° 55′ 39″ E / 41.707651°N,0.927486°E                                                  |                                                      |                             | Modifica les dades a Wikidata |
|        | casa consistorial del Poal  | el Poal                                                                 | casa consistorial                              |                                              | 41° 40′ 42″ N, 0° 51′ 25″ E / 41.6783667°N,0.8568579°E                                                |                                                      |                             | Modifica les dades a Wikidata |
|        | el Poal                     | el Poal                                                                 | entitat singular de població capital municipal | 652 hab                                      | 41° 40′ 39″ N, 0° 51′ 35″ E / 41.67740926°N,0.8596951°E 217 msnm                                      |                                                      |                             | Modifica les dades a Wikidata |
|        | riu Corb                    | Noguera Segrià Conca de Barberà Pla d'Urgell Urgell província de Lleida | curs d'aigua                                   | Desemboca: Segre Llarg: 57km                 | 41° 40′ 41″ N, 0° 42′ 45″ E / 41.678°N,0.71242°E 41° 32′ 33″ N, 1° 21′ 21″ E / 41.542506°N,1.355713°E |                                                      | Corb River                  | Modifica les dades a Wikidata |